# Air Labrador

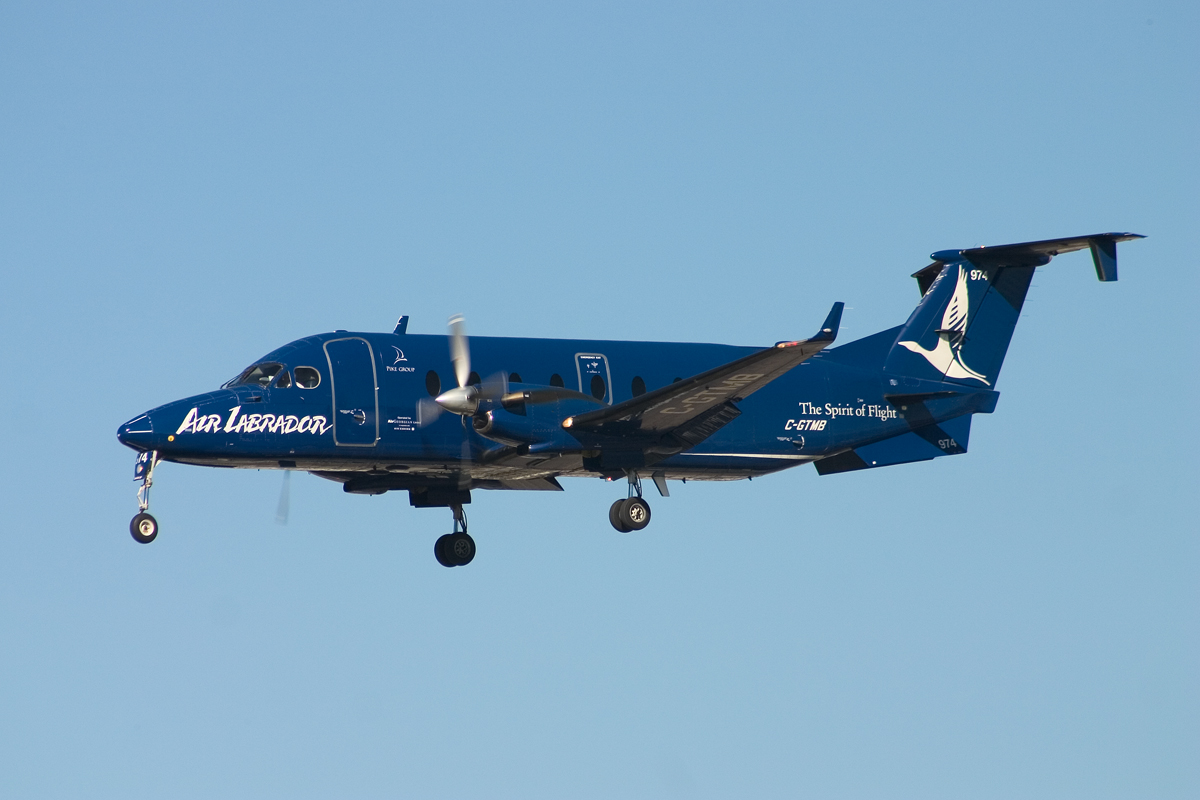
Raytheon Beech 1900D Airliner авиакомпании Air Labrador

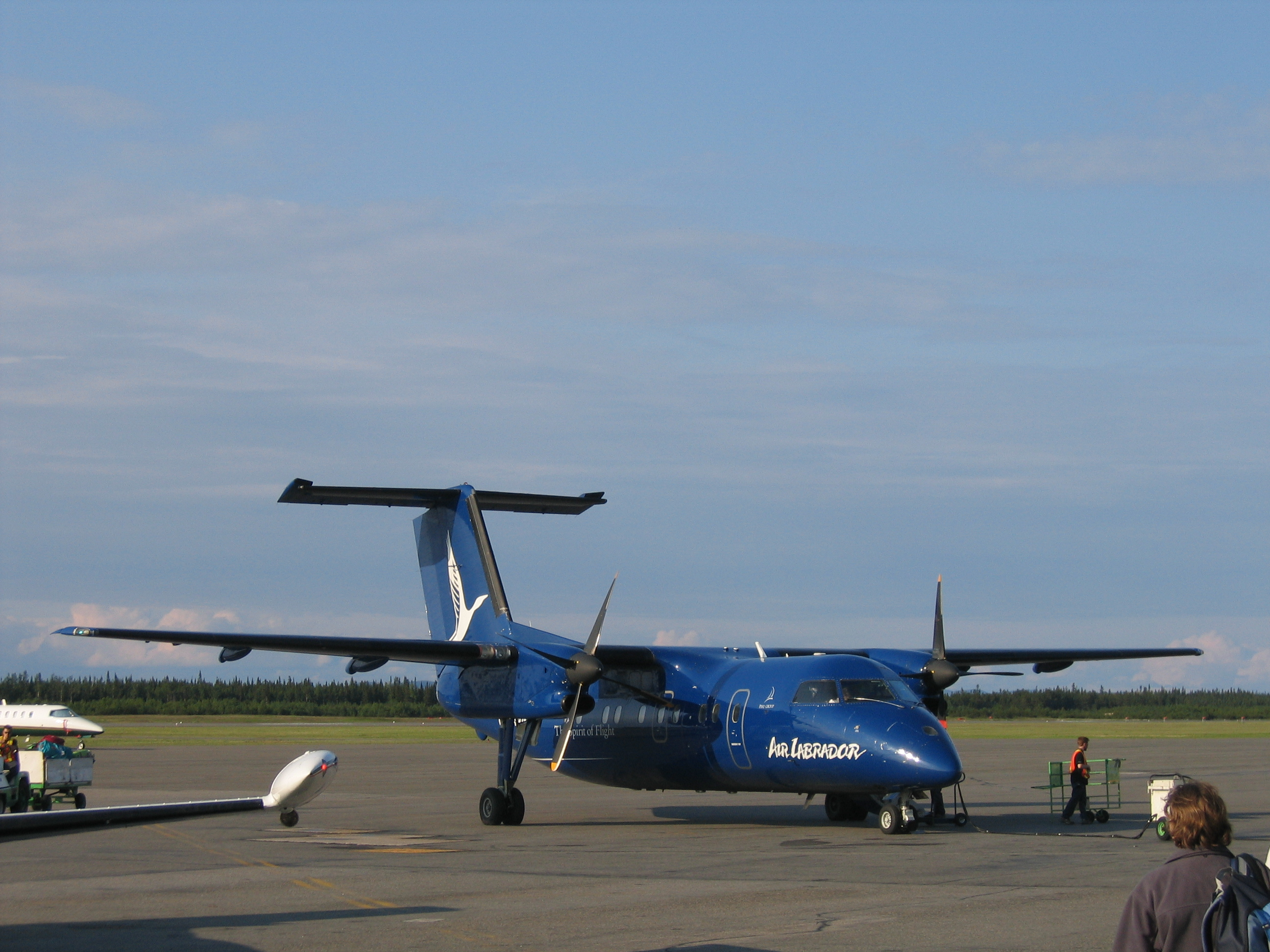
De Havilland Canada Dash 8 авиакомпании Air Labrador в Аэропорту Сет-Иль, Квебек

Labrador Airways Limited, действующая как Air Labrador — канадская региональная авиакомпания со штаб-квартирой в городе Гуз-Бей (провинция Ньюфаундленд и Лабрадор), выполняющая регулярные пассажирские и грузовые перевозки по населённым пунктам провинций Квебек и Ньюфаундленд и Лабрадор. Компания также предоставляет услуги чартерных рейсов в практически любые точки двух провинций Канады, поскольку различные воздушные суда перевозчика оборудованы лыжами, колёсами и поплавками (в частности, для посадки на водную поверхность).
В качестве собственной базы авиакомпания использует Аэропорт Гуз-Бей, вторичным транзитным узлом является Аэропорт Лурд-де-Блан-Саблон (Квебек).

## История
Авиакомпания Newfoundland Airways была образована в 1948 году для выполнения регулярных пассажирских рейсов, перевозки почтовой корреспонденции и грузов из небольшого городка Гандер по близлежащим населённым пунктам. Несколько лет спустя офис компании переехал в соседний Гуз-Бей, а основные операции переместились в аэропорт регионального значения Гуз-Бей.
В 1983 году авиакомпания была приобретена инвестиционной компанией «Provincial Investments Inc.», владельцем которой является канадская семья Пайк, и сменила своё название на действующее в настоящее время Air Labrador
Мировой финансовый кризис 2009 года серьёзно ударил по деятельности Air Labrador. 11 марта 2009 года руководство компании объявило о завершении с 11 апреля регулярных перелётов в Монреаль. В августе того же года должно было произойти сокращение части сотрудников авиакомпании в связи с выводом из эксплуатации нескольких самолётов De Havilland Canada DHC-6 Twin Otter. 30 ноября 2009 года Air Labrador закрыла собственную техническую базу в Квебеке, а также передала права на регулярные маршруты в северную часть Сиднея (Lower North Shore) вместе с несколькими самолётами Beechcraft 1900 в другую авиакомпанию Aeropro.
В июне 2017 года авиакомпания объединилась с Innu Mikun Airlines и образовала новую авиакомпанию Air Borealis.

## Маршрутная сеть
По состоянию на февраль 2008 года авиакомпания Air Labrador выполняла рейсы в аэропорты провинций Квебек и Ньюфаундленд и Лабрадор.

## Флот
В декабре 2009 года воздушный флот авиакомпании Air Labrador составляли следующие самолёты:
- De Havilland Canada DHC-6 Twin Otter Series 300 — 3 единицы;
- Raytheon Beech 1900D Airliner — 1 единица;
- Cessna 208 Caravan — 1 единица.